# Gyrodactylus memorialis
Gyrodactylus memorialis är en plattmaskart. Gyrodactylus memorialis ingår i släktet Gyrodactylus och familjen Gyrodactylidae. Inga underarter finns listade i Catalogue of Life.